# Episodi di Warehouse 13 (terza stagione)
La terza stagione della serie televisiva Warehouse 13, composta da 13 episodi, è stata trasmessa negli Stati Uniti sul canale via cavo Syfy dall'11 luglio 2011.. Nel sesto episodio è stato realizzato un crossover con la serie televisiva Eureka, il secondo dopo quello presente nella seconda stagione, mentre il tredicesimo episodio, come avvenuto nella stagione precedente, costituisce uno speciale natalizio trasmesso appositamente il 6 dicembre.
In Italia va in onda dal 7 febbraio 2012 nello spazio Syfy del canale pay Steel, sulla piattaforma Mediaset Premium, e in chiaro dal 22 agosto 2012 su Rai 4
| nº | Titolo originale      | Titolo italiano             | Prima TV USA      | Prima TV Italia  |
| -- | --------------------- | --------------------------- | ----------------- | ---------------- |
| 1  | The New Guy           | Il nuovo arrivato           | 11 luglio 2011    | 7 febbraio 2012  |
| 2  | Trials                | Processi                    | 18 luglio 2011    | 7 febbraio 2012  |
| 3  | Love Sick             | Virus informatico           | 25 luglio 2011    | 14 febbraio 2012 |
| 4  | Queen for a Day       | Il matrimonio               | 1º agosto 2011    | 14 febbraio 2012 |
| 5  | 3...2...1...          | Artefatto un corno          | 8 agosto 2011     | 21 febbraio 2012 |
| 6  | Don't Hate the Player | Al di là dell'immaginazione | 15 agosto 2011    | 21 febbraio 2012 |
| 7  | Past Imperfect        | Passato imperfetto          | 22 agosto 2011    | 28 febbraio 2012 |
| 8  | The 40th Floor        | Il 40º piano                | 29 agosto 2011    | 28 febbraio 2012 |
| 9  | Shadows               | Viaggio nei ricordi         | 12 settembre 2011 | 6 marzo 2012     |
| 10 | Insatiable            | Insaziabile                 | 19 settembre 2011 | 6 marzo 2012     |
| 11 | Emily Lake            | Emily Lake (prima parte)    | 3 ottobre 2011    | 13 marzo 2012    |
| 12 | Stand                 | Emily Lake (seconda parte)  | 3 ottobre 2011    | 13 marzo 2012    |
| 13 | The Greatest Gift     | Un Natale speciale          | 6 dicembre 2011   | 13 marzo 2012    |

## Il nuovo arrivato
- Titolo originale: The New Guy
- Diretto da: Stephen Surjik
- Scritto da: Jack Kenny

### Trama

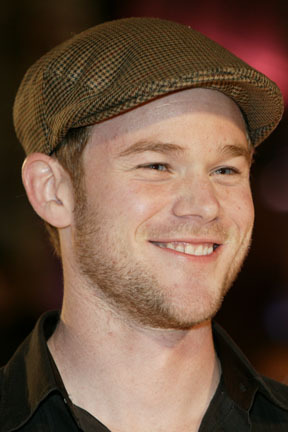
Aaron Ashmore

Dopo la partenza di Myka, Artie, Claudia e Pete continuano il loro recupero di artefatti pericolosi da soli. Mentre recuperano la chitarra di Jimi Hendrix in un museo di Jersey City, si imbattono in Steven Jinks, uno sveglio agente dell'ATF in grado di riconoscere quando una persona non dice la verità. La signora Frederic decide di reclutarlo come agente del magazzino per sostituire Myka, anche se Pete non ne sembra entusiasta. La nuova coppia di agenti operativi viene quindi mandata da Artie a Denver per indagare su una strana morte causata da morsi di serpenti (vipere di Russell). Quando i due scoprono che quanto accaduto può essere legato alla letteratura antica, Pete decide di reincontrare Myka, ora dedita esclusivamente a vendere libri nel negozio di famiglia, per una consulenza. Myka sarà determinante per risolvere il caso: prima individua l'artefatto, ossia un in folio perduto di Shakespeare, poi scopre come neutralizzarne gli effetti, salvando la vita a Steven.
Nel frattempo al magazzino Artie, Claudia e Leena sono costretti ad allontanare una statua di Zeus da quella di Era, la cui vicinanza ha iniziato a produrre una tempesta di fulmini. Nel finale, Myka, dopo aver incontrato la signora Frederic e H. G. Wells, a causa della quale aveva abbandonato il magazzino, si convince a fare ritorno nella squadra. Inoltre, l'assassino che aveva usato l'in folio non viene localizzato da Artie, ma verrà ucciso dal suo capo, un misterioso personaggio a conoscenza dell'attività del magazzino 13 dalle imprecisate intenzioni.
- Guest star: Aaron Ashmore (Steven Jinks), Ashley Williams (Sally Stukowski), CCH Pounder (Signora Frederic).

## Processi
- Titolo originale: Trials
- Diretto da: Constantine Makris
- Scritto da: Drew Z. Greenberg

### Trama
A Seattle, la memoria di un pilota d'aereo regredisce improvvisamente, mentre a Boston un artefatto che è stato messo all'asta necessita di essere recuperato. Artie manda quindi Pete e Myka a Seattle, mentre per il recupero dell'artefatto manda Claudia, entusiasta di affrontare la sua prima missione da "agente anziano", e il nuovo arrivato Steven, che in tale occasione le confiderà di essere gay. Il compito loro affidato è in apparenza troppo semplice, ma dopo che i due si aggiudicano all'asta l'artefatto - un coltello in grado di trasferire qualsiasi malattia da un corpo all'altro, appartenuto a Mary Mallon - scoprono che è stato rubato. Identificano presto il ladro: si tratta di un padre disperato che vuole trasferirsi la leucemia contratta dal figlio. Nel frattempo, Pete e Myka scoprono che anche altre persone, tutte collegate ad un caso di omicidio, stanno soffrendo la stessa problematica del pilota d'aereo. Anche Pete regredisce all'età di quando era ancora un ragazzo, ma Myka trova l'artefatto responsabile: il "Fermacravatte di Walter Winchell" indossato dall'inconsapevole avvocato del principale indiziato, che lo aveva ricevuto da un anonimo donatore. Chi ha pianificato il tutto era stata la madre del vero assassino che, facendo indossare all'avvocato il fermacravatte, ha fatto in modo che i testimoni perdessero la memoria. Fortunatamente dei gemelli, che costituiscono insieme al fermacravatte l'artefatto completo, sono in grado di annullare gli effetti del restante elemento. Nel finale Myka incontra i reggenti del magazzino, dai quali apprende che è stata definitivamente riammessa nella squadra.
- Guest star: Aaron Ashmore (Steven Jinks), Faran Tahir (Adwin Kosan).

## Virus informatico
- Titolo originale: Love Sick
- Diretto da: Tawnia McKiernan
- Scritto da: Andrew Kreisberg

### Trama

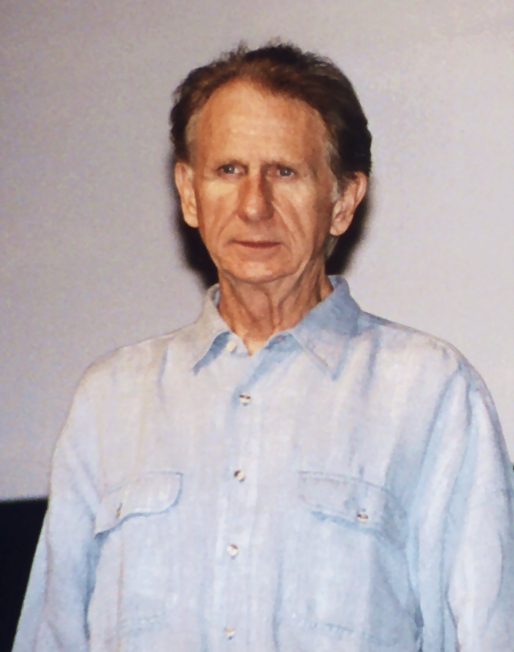
René Auberjonois

A Salt Lake City diverse donne muoiono a causa di una strana malattia che le trasforma in argilla. I medici locali si rivolgono quindi al CDC, dove lavora la dottoressa del magazzino Vanessa Calder, che si rivolgerà ad Artie. Quest'ultimo si reca sul posto con Claudia, felice di ritrovare la donna di cui è celatamente innamorato, e identifica la causa delle morti in un virus in grado di trasferirsi dai computer all'uomo. Dopo essersi consultato anche con l'ex agente del magazzino Hugo Miller, che in passato ha avuto una relazione con la dott.ssa Calder, identifica l'artefatto (un ciondolo appartenuto a Judah Loew), portato al collo da un giovane inconsapevole hacker. Invia quindi Claudia a recuperarlo, mentre lui, Hugo e Vanessa rimangono imprigionati in un centro d'elettronica dove si era appena diffuso il virus. Hugo riesce a comporre un antivirus e quando Claudia riporta l'artefatto tutti i contagiati saranno guariti.
Nel frattempo, al magazzino, Pete e Myka si ritrovano insieme a letto, nudi, senza ricordare nulla di ciò che è successo. A fatica, riescono a ripercorrere a ritroso quanto accaduto. Mentre si stavano allenando con il tesla insieme a Steven, sono entrati in contatto con un artefatto (le "Palline da giocoliere di W. C. Fields") che li ha resi come se fossero ubriachi. Dopo aver giocato con altri artefatti, tra cui uno che ha tinto di biondo i capelli di Myka (la "Spazzola per capelli di Marilyn Monroe"), sono finiti con il bronzare Steven. Per riportarlo in vita avevano bisogno però del DNA di Artie, così sono andati in cerca del suo spazzolino da denti, ma a quel punto non ricordavano più cosa dovevano fare e colti da un attacco di sonno decisero di andare a letto nudi per ricordare a loro stessi quando poi si sarebbero svegliati di dover rimediare a qualcosa di importante. Nel finale dell'episodio si vede il ragazzo che possedeva l'artefatto che trasformava le persone in argilla a Salt Lake City prelevato dall'agente Stukowski, che lo accompagna dal suo misterioso capo.
- Guest star: Aaron Ashmore (Steven Jinks), Sasha Roiz (Marcus Diamond), Ashley Williams (Sally Stukowski), René Auberjonois (Hugo Miller), Lindsay Wagner (Vanessa Calder).

## Il matrimonio
- Titolo originale: Queen for a Day
- Diretto da: Jeremiah Chechik
- Scritto da: Holly Harold

### Trama

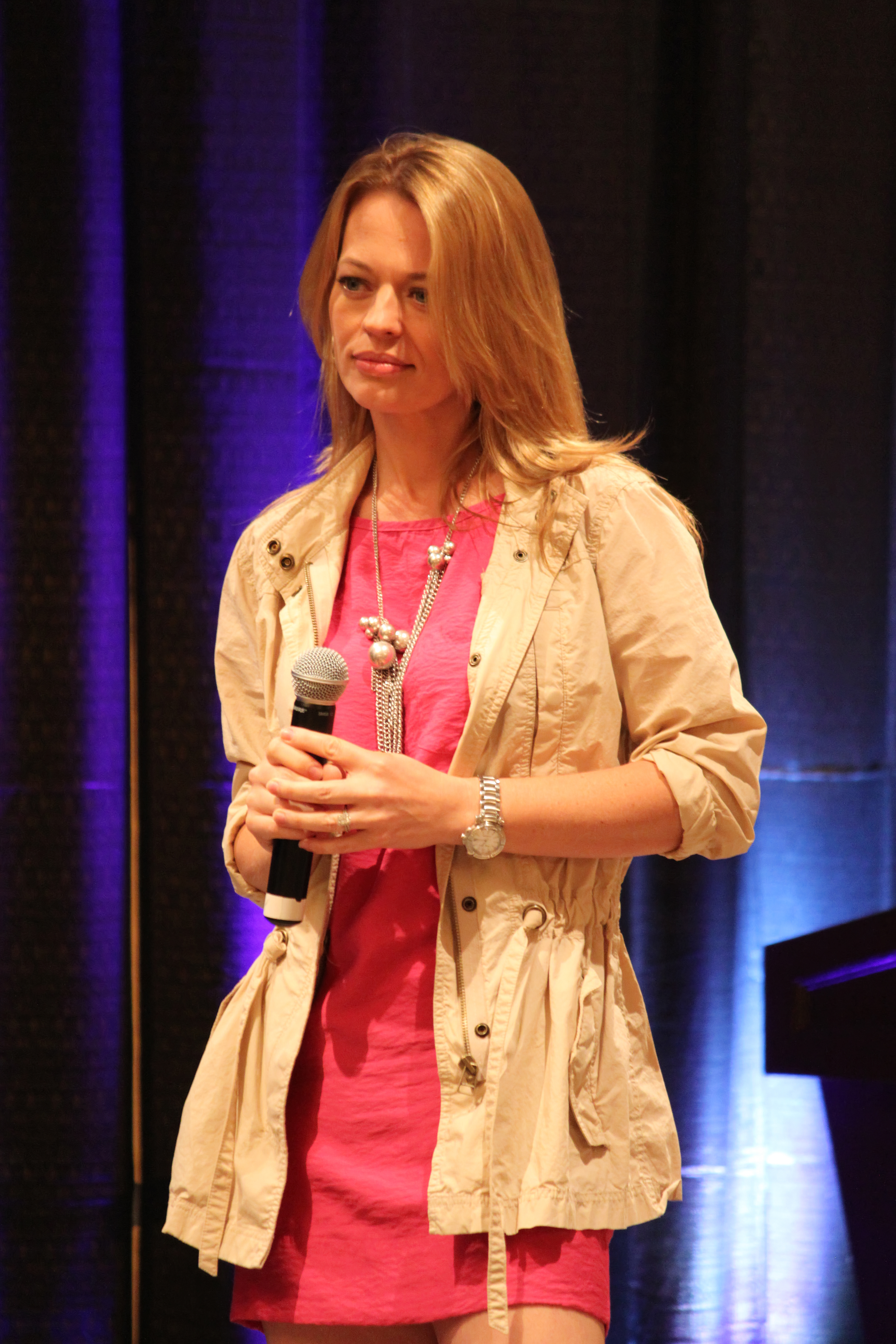
Jeri Ryan

Al magazzino, Pete riceve la visita della sua ex moglie, Amanda Lattimer, che gli chiede indietro un anello che apparteneva a suo nonno. Lasciando il magazzino però, Amanda si porta dietro anche un artefatto, un'ape d'oro risalente all'antico Egitto ed appartenuta ad Hatshepsut. Pete e Myka saranno quindi costretti a raggiungerla nel luogo dove ha pianificato le sue nozze, ma arrivano solo dopo che l'artefatto è già entrato in azione. L'ape ha infatti punto Amanda ad un dito, trasformandola in una sorta di ape regina, rendendo tutti coloro che tocca con la mano suoi servitori disposti a tutto pur di salvaguardarla, anche contro la sua stessa volontà. Le damigelle e i testimoni iniziano quindi ad aggredire chiunque possa rappresentare un pericolo per lei, compresi i futuri suoceri e il futuro marito; ma Pete e Myka, con l'assistenza di Artie dal magazzino, riescono a recuperare il pungiglione e far ritornare il tutto alla normalità.
Nel frattempo, Steven e Claudia sono impegnati nel recuperare un altro artefatto, la "Borraccia di Grant" usata da membri di un'associazione che si occupa di ricostruire le battaglie della guerra di secessione americana, che fa prendere troppo sul serio la rievocazione a chi la indossa. Dopo essersi imbucati all'evento, riescono ad individuare e recuperare la borraccia.
- Guest star: Aaron Ashmore (Steven Jinks), Jeri Ryan (Amanda Lattimer).

## Artefatto un corno
- Titolo originale: 3...2...1...
- Diretto da: Chris Fisher
- Scritto da: Robert Goodman

### Trama

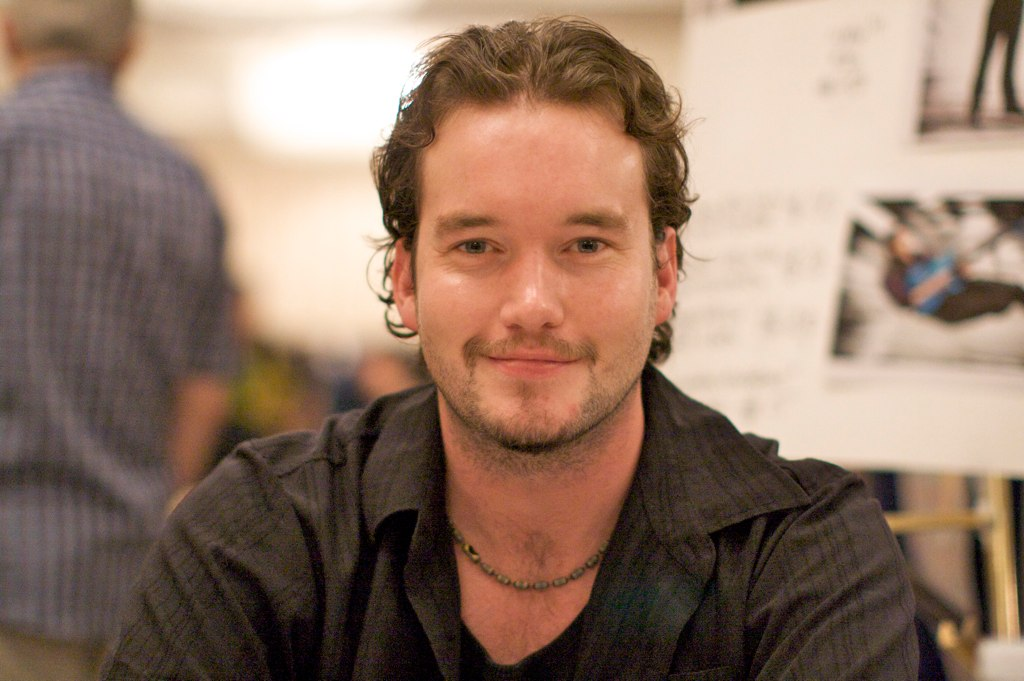
Gareth David-Lloyd

A Pittsburgh un operaio svanisce nel nulla, disintegrandosi improvvisamente mentre lavorava in cima a un grattacielo. Quando Pete e Myka vanno ad indagare, Myka crede che si possa trattare di un artefatto con cui aveva avuto a che fare H. G. Wells. Quindi chiede ad Artie di poter richiamare l'agente del magazzino 12 per un consulto e i reggenti danno il via libera, mentre Pete è fortemente contrariato. H. G. Wells ritorna sotto forma di ologramma e riconosce subito l'artefatto: la "tromba di Giosuè", uno speciale corno la cui onda sonora prodotta disintegra tutto ciò che incontra. Nel 1893, quando era agente del magazzino 12 a Londra, H. G. Wells era sulle tracce di tale artefatto insieme all'assistente Wolcott. All'epoca aveva scoperto che un agente del magazzino lo aveva rubato per alimentare un'astronave ed era riuscita a fermarlo prima che partisse, tuttavia non era riuscita a fermare il lancio del velivolo, che sarebbe atterrato mezzo secolo dopo in una fattoria di Pittsburgh. Qui gli agenti del magazzino 13 Jake e Rebecca tentarono di distruggerlo ed erano convinti di esserci riusciti, ma in realtà era stato rubato da un ragazzino che a causa del corno aveva perso il padre.
Nel presente, quel ragazzino è diventato un astronomo e usa la tromba sparandone il suono verso una galassia nella quale crede siano presenti gli alieni che hanno ucciso suo padre. Pete e Myka riusciranno a raggiungerlo in tempo e, grazie alla mediazione di H. G. Wells, riescono a spiegargli quanto accaduto e a convincerlo ad abbandonare il folle piano.
- Guest star: Jaime Murray (H. G. Wells), Gareth David-Lloyd (William Wolcott).

## Al di là dell'immaginazione
- Titolo originale: Don't Hate the Player
- Diretto da: Chris Fisher
- Scritto da: Ian Stokes

### Trama

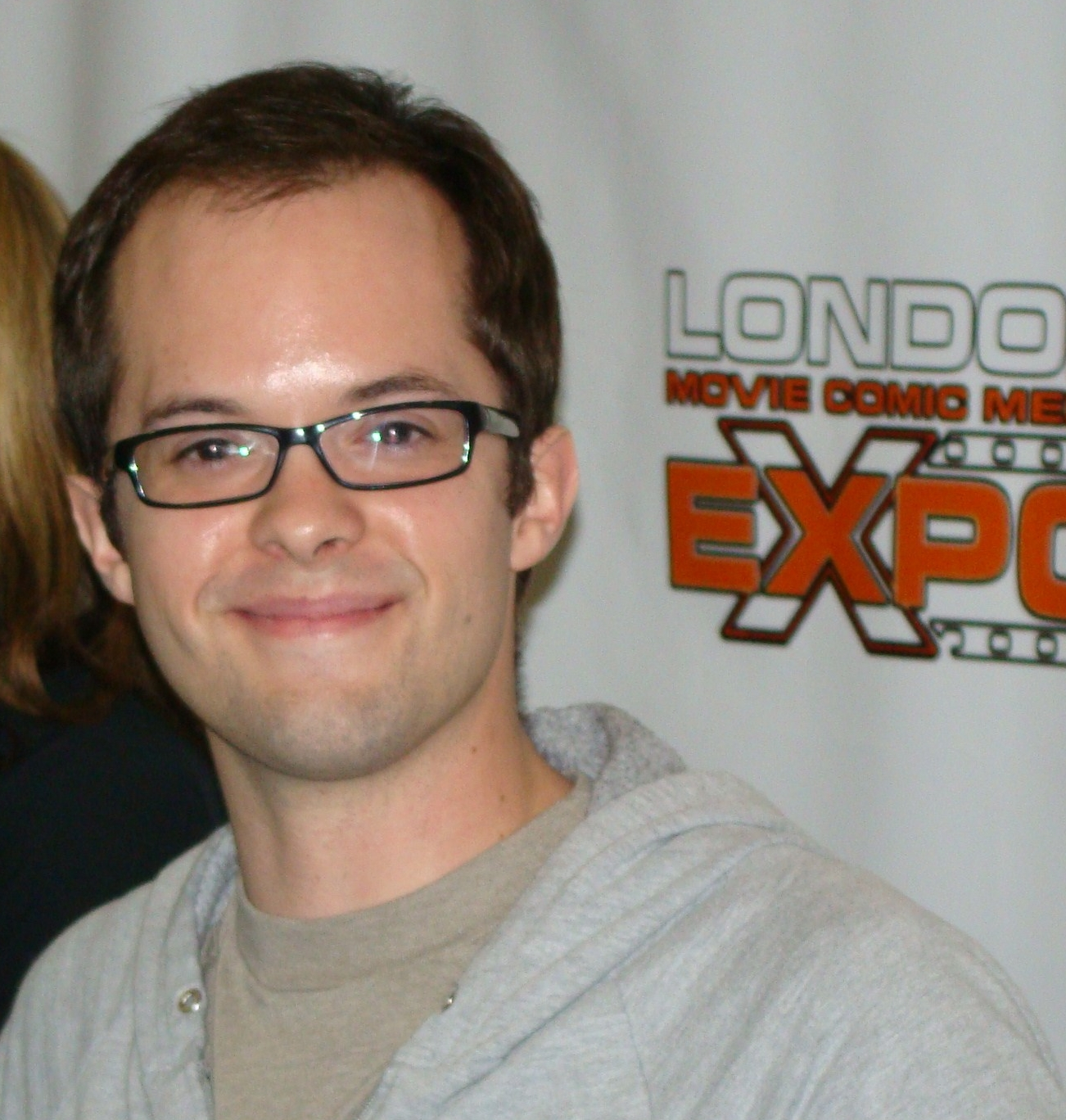
Neil Grayston

Claudia riceve una chiamata da Gibson, un amico di Douglas Fargo, il quale l'avvisa che quest'ultimo si trova in guai seri. Arrivata a Eureka con Myka e Pete scopre infatti che Fargo e un suo amico, Jerry, sono rimasti intrappolati in un videogioco virtuale connesso direttamente al cervello, dal quale non riescono più né a comunicare con la realtà né ad uscirne. Il videogioco era stato progettato da Fargo e i suoi amici, ma poiché il cervello umano rifiutava la finzione del gioco ha fatto ricorso ad un artefatto per potenziarlo, un servizio da tè appartenuto a Beatrix Potter. Quando Pete e Claudia entrano nel gioco per trovare Fargo e Jerry, scoprono che si tratta di una scrupolosa riproduzione del magazzino 13, e l'effetto collaterale provocato dall'artefatto consiste nel materializzarsi delle paure dei giocatori nella realtà virtuale. Riescono a trovare Fargo, ma mentre tentano di recuperare Jerry anche Claudia viene assalita da un incubo: si materializza infatti il suo vecchio psicoterapeuta che vuole costringerla a fare l'elettroshock. In suo soccorso giunge nel gioco anche Myka, che l'aiuta a vincere l'incubo. I quattro riescono poi a salvare anche Jerry, perseguitato dalla paura di un rifiuto della sua fidanzata a una proposta di matrimonio e a riportarlo al mondo reale.
Nel frattempo Steven e Artie vengono chiamati dall'agente Stukowski che mostra loro una strana morte: un uomo caduto dal secondo piano riporta danni come se fosse caduto dal cielo senza paracadute. Artie individua subito la causa, la presenza nel suo ufficio di un quadro perduto di Vincent van Gogh, che scaraventa con estrema forza tutto ciò che si trova davanti se attivato da un soffio d'aria. I due recuperano il quadro, assistiti dall'agente Stukowski, che Artie non riesce a tenere all'oscuro. Dopo che hanno sistemato il quadro nel magazzino, mentre sembra tutto finito, da quest'ultimo iniziano a fuoriuscire strani esseri volanti. Il tutto tramato dall'agente Stukowski e dal suo misterioso capo, dalle indefinite intenzioni.
- Guest star: Aaron Ashmore (Steven Jinks), Neil Grayston (Douglas Fargo), Sasha Roiz (Marcus Diamond), Ashley Williams (Sally Stukowski), Steven Yeun (Gibson Rice).
- In questo episodio è stato realizzato il secondo crossover con la serie televisiva Eureka, con la ricomparsa di Douglas Fargo, personaggio di Eureka interpretato da Neil Grayston[1].

## Passato imperfetto
- Titolo originale: Past Imperfect
- Diretto da: Tawnia McKiernan
- Scritto da: Nell Scovell

### Trama

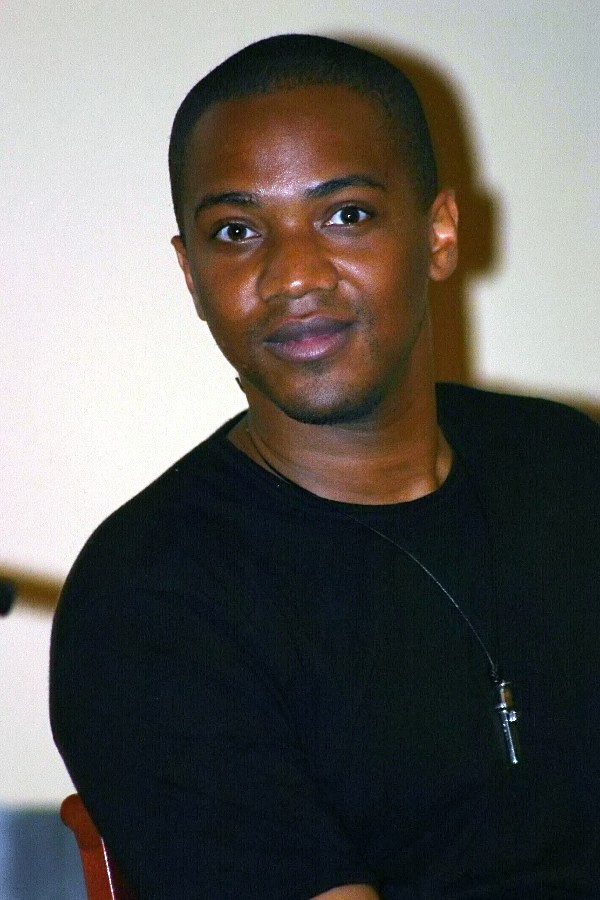
J. August Richards

Pete e Myka stanno recuperando un artefatto a Denver, quando lei avvista l'assassino che uccise il suo partner e fidanzato Sam quando lavorava nei servizi segreti, Leo. Quindi Myka contatta la sua vecchia squadra e ritorna a dare la caccia a Leo, ma quando questo sfugge all'arresto misteriosamente, lei e Pete capiscono che sta usando un artefatto. Dopo altre indagini, Leo viene localizzato nuovamente e stavolta si fa uccidere dopo aver puntato una pistola agli agenti. Una pistola comparsa improvvisamente nella sua mano destra, nonostante fosse mancino. Grazie a tale particolare, Myka e Pete intuiscono che c'è un complice che usa la "Bussola dell'USS Eldridge", in grado di bloccare il tempo, per 47 secondi e solo in aree limitate. Alla fine tale complice risulterà essere l'agente Jim.
Nel frattempo, Claudia e Jinks sono impegnati nel recuperare un altro artefatto, in pomello della fabbrica Triangle, in una fattoria del Wisconsin. Dopo averlo preso, però, vengono storditi a distanza con un'arma lancia-sedativi; al risveglio, scopriranno di essere stati derubati dell'artefatto appena recuperato. Prima di perdere conoscenza non erano riusciti ad avvistare il ladro, solo in parte la sua automobile. Tuttavia, mentre loro erano privi di sensi, nelle vicinanze era presente un cane che ha assistito al furto. Artie lo farà portare al magazzino, dove, grazie ad un artefatto, riuscirà a visualizzare i pensieri del suo cervello, e quindi scoprire la targa dell'auto usata da chi ha sottratto il pomello. Si tratta di una macchina noleggiata a nome di Sally Stukowski.
- Guest star: Aaron Ashmore (Steven Jinks), Yancey Arias (Jim), Gabriel Hogan (Sam Martino), J. August Richards (Zach Adanto).

## Il 40º piano
- Titolo originale: The 40th Floor
- Diretto da: Chris Fisher
- Scritto da: Benjamin Raab e Deric A. Hughes

### Trama

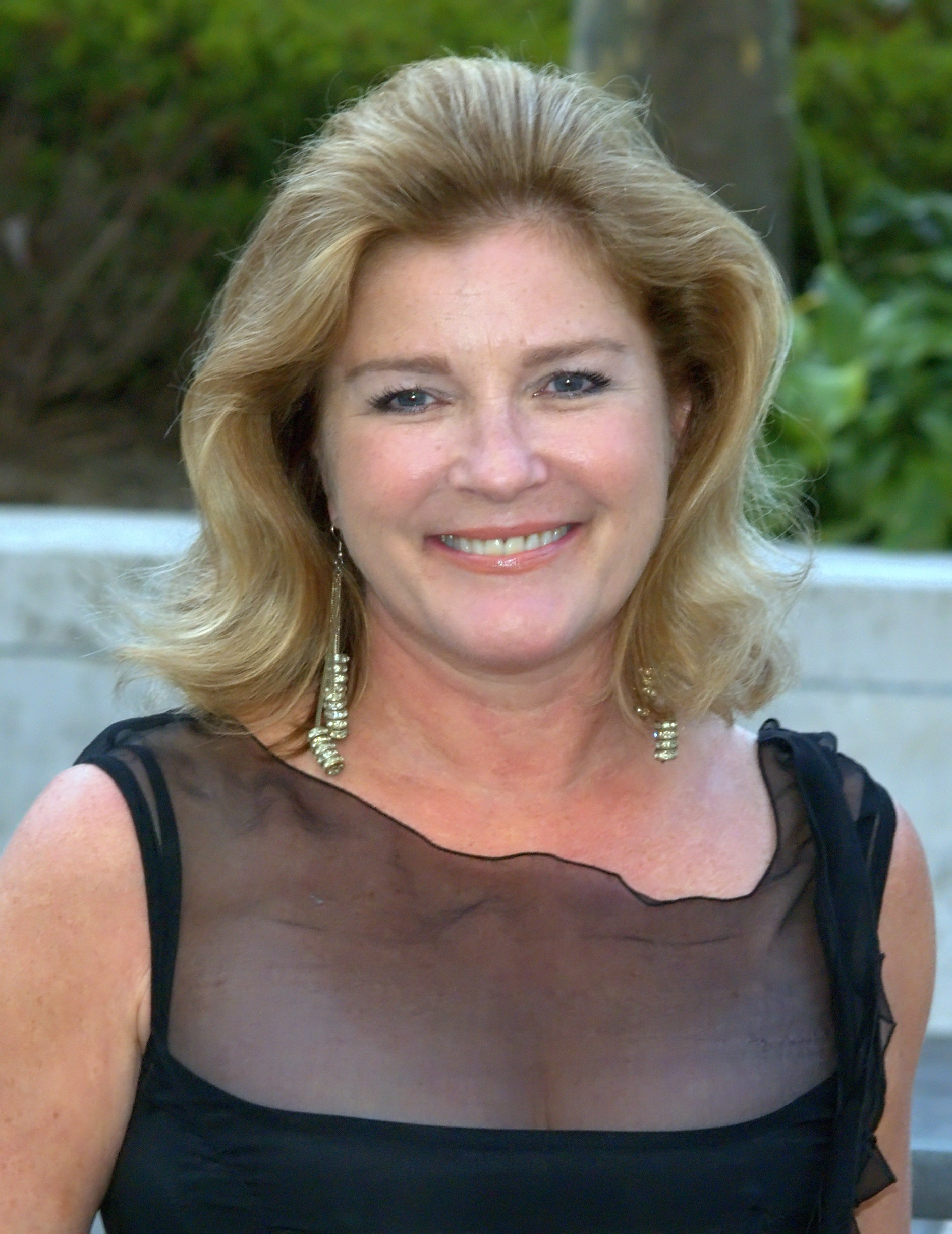
Kate Mulgrew

Claudia riesce a localizzare Sally Stukowski tramite il suo telefono; quindi Pete, Jinks e Myka vanno a prelevarla da un locale pubblico e la portano al magazzino. Dopo delle indagini emerge che Sally Stukowski è responsabile della morte di diversi reggenti del magazzino, ma ora che è stata arrestata si rifiuta di collaborare. Grazie ad un artefatto Artie localizza il luogo dove è stata nelle precedenti ore, che si rivelerà essere un edificio di Atlanta. Mentre Jinks e la signora Frederic rimangono al magazzino per continuare l'interrogatorio della Stukowski, Artie, Myka e Claudia si recano nell'edificio per scoprire qual è il piano che sta cercando di mettere in atto. Usando le telecamere di sicurezza presto scoprono che è stata aiutata da un complice, quindi si separano: Pete e Claudia vanno in cerca del complice, mentre Artie e Myka esaminano l'edificio, che si rivela essere il luogo in cui tre reggenti si sono riuniti. Temendo sia una trappola della Stukowski, cercano di uscire di corsa dal grattacielo, ma è già troppo tardi. L'edificio sta infatti per crollare e tutte le vie d'uscita sono bloccate, a causa dell'utilizzo di uno spray corrosivo sulle pareti, proveniente dal Muro di Berlino.
Nel frattempo Pete e Claudia rintracciano il complice della Stukowski, che si suicida per non venire ucciso dal suo capo. Recuperato l'artefatto spray, tornano nell'edificio dal quale solo il reggente Adwin Kosan e Artie sono riusciti ad uscire. Mentre un altro reggente muore nel palazzo e Myka resta intrappolata con l'altra reggente presente, Jane, ora divenuta "guardiano del magazzino" dopo aver acquisito uno speciale artefatto, la manetta di Remati, che rappresenta l'ultima linea di difesa del magazzino in caso di emergenza. Pete usa lo spray e riesce a bloccarne gli effetti del primo utilizzo, facendo così in modo che Myka e Jane vengano liberate. Quando Pete incontra Jane, scoprirà che si tratta di sua madre. Precedentemente, al magazzino la signora Frederic aveva tentato di far parlare la Stukowski torturandola con un artefatto (la medaglia di Shirō Ishii che provoca gli effetti dell'annegamento). Jinks, contrario a tale metodo, era arrivato a puntare la pistola alla signora Frederic per intimarla a non insistere, facendo così un favore alla prigioniera, che sfrutta la situazione riuscendo a fuggire. Tuttavia la Stukowski, raggiunto il suo capo, un misterioso uomo sulla sedia a rotelle, viene fatta uccidere da quest'ultimo, per non essere riuscita a portare al termine la sua missione. Tale personaggio, uccisa la Stukowski, si affida al suo braccio destro Marcus per continuare il suo imprecisato piano.
- Guest star: Aaron Ashmore (Steven Jinks), Faran Tahir (Adwin Kosan), Kate Mulgrew (Jane), Ashley Williams (Sally Stukowski), Sasha Roiz (Marcus Diamond), CCH Pounder (Signora Frederic).

## Viaggio nei ricordi
- Titolo originale: Shadows
- Diretto da: Tawnia McKiernan
- Scritto da: Bob Goodman e Holly Harold

### Trama

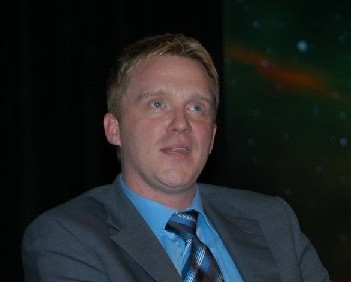
Anthony Michael Hall

Mentre i reggenti sopravvissuti indagano su chi li sta attaccando, Artie manda Myka e Claudia a Portland, dove una persona è scomparsa dopo essere stata colpita da un raggio luminoso, mentre Jinks è stato allontanato dal magazzino dalla signora Frederic a causa del suo comportamento durante l'interrogatorio della Stukowski e Pete cerca di riprendersi dopo aver scoperto che sua madre è una reggente. A Portland, Claudia e Myka scoprono che lo strano fenomeno si ripete e l'unico punto in comune delle vittime è una ragazza di nome Megan Reese. Trovata la ragazza, questa crede che sia lei stessa un artefatto, pensando di essere maledetta; finché Claudia e Myka non trovano il responsabile: si tratta di Jeff McMasters, uno stalker che, a sua insaputa, la pedina da anni e usa un artefatto per eliminare le persone che la importunano. Tale artefatto è un binocolo appartenuto al pilota (Paul Tibbets) dell'aereo che aveva sganciato la bomba atomica su Hiroshima nel 1945.
Nel frattempo, al magazzino Jane rivela alla signora Frederic che l'unico indizio che hanno su chi sta cercando di ucciderli, una società fittizia chiamata A to Z Technologies, le ricorda qualcosa, ma non riesce a capire cosa. Quindi, le due si rivolgono ad Artie, che da loro un artefatto in grado di far rivivere a Jane i suoi ricordi più remoti. Per aiutarla poi a ritornare dai ricordi al mondo reale, è necessario che sia accompagnata da qualcuno, e Pete si offre volontario. Madre e figlio ritornano quindi al giorno in cui è morto il padre di Pete, quando Jane fu chiamata dalla signora Frederic per togliere un artefatto dalle mani di un ragazzino di nome Walter Sykes, che era solito indossare un capello con l'acronimo Aztec. L'artefatto era un braccialetto appartenuto a Carlo Collodi e consentiva al ragazzo di camminare, nonostante avesse gli arti inferiori paralizzati. Da quando Jane fece recuperare l'artefatto agli agenti dell'epoca, Artie e MacPherson, Walter Sykes è stato costretto ad utilizzare una sedia a rotelle, covando vendetta per anni e anni a causa dello stesso artefatto che aveva lasciato in lui il seme dell'oscurità. È dunque Sykes il nemico attuale del magazzino, che si prepara alla sua prossima mossa con il suo socio Marcus.
- Guest star: Kate Mulgrew (Jane), Anthony Michael Hall (Walter Sykes), Alessandra Torresani (Megan Reese), Sasha Roiz (Marcus Diamond), CCH Pounder (Signora Frederic).

## Insaziabile
- Titolo originale: Insatiable
- Diretto da: Constantine Makris
- Scritto da: Benjamin Raab e Deric A. Hughes

### Trama
A Ithaca una coppia di fidanzati appartatasi in un bosco viene aggredita da un uomo che tenta di morderli. Artie manda Pete e Myka ad indagare, mentre concede a Claudia due giorni di riposo, durante i quali incontra il musicista Dwayne Maddox, che la invita ad unirsi alla sua band. A Ithaca, Pete e Myka trovano l'aggressore, che ha l'aspetto di uno zombie. Dopo averlo immobilizzato lo ricoverano in ospedale, dove saranno raggiunti da Artie, che a sua volta richiama Claudia al magazzino per aiutare nell'identificare un potenziale artefatto in grado di trasformare le persone in affamati cannibali. Presto scoprono altri casi e Pete finirà per essere morso da uno dei contagiati, tuttavia, per sua fortuna gli effetti dell'artefatto sembrano non trasferirsi in tal modo. È invece Myka che viene colpita dagli stessi sintomi. Dopo altre indagini, si scopre che l'unico punto in comune tra le vittime dell'artefatto è un furgone-ristorante messicano. Quando Pete e Myka lo raggiungono, quest'ultima aggredisce il partner insieme a diversi operai presenti nella zona. Prima di essere divorato vivo, riesce ad entrare nel furgone, identificare l'artefatto e distruggerlo. Si trattava di un barattolo appartenuto oltre un secolo prima ad una carovana della Spedizione Donner che si perse nelle montagne della Sierra Nevada, dove, per cercare di sopravvivere, si spinse fino al cannibalismo.
Nel frattempo, al magazzino, Claudia fa i conti con un artefatto che le predice una morte prematura. Dopo essersi salvata per poco da diversi incidenti ne rimane turbata, ma Leena le spiegherà che quell'artefatto è solo in grado di incutere paura e va semplicemente ignorato. Nel finale trova il tempo di accettare l'invito di Dwayne, mentre Steven, rimasto disoccupato, riceve un'offerta di lavoro da Marcus, il braccio destro di Sykes che sta tramando contro il magazzino.
- Guest star: Aaron Ashmore (Steven Jinks), Sasha Roiz (Marcus Diamond), Johnny Pacar (Dwayne Maddox).

## Emily Lake (prima parte)
- Titolo originale: Emily Lake
- Diretto da: Millicent Shelton
- Scritto da: Nell Scovell e Ian Stokes

### Trama

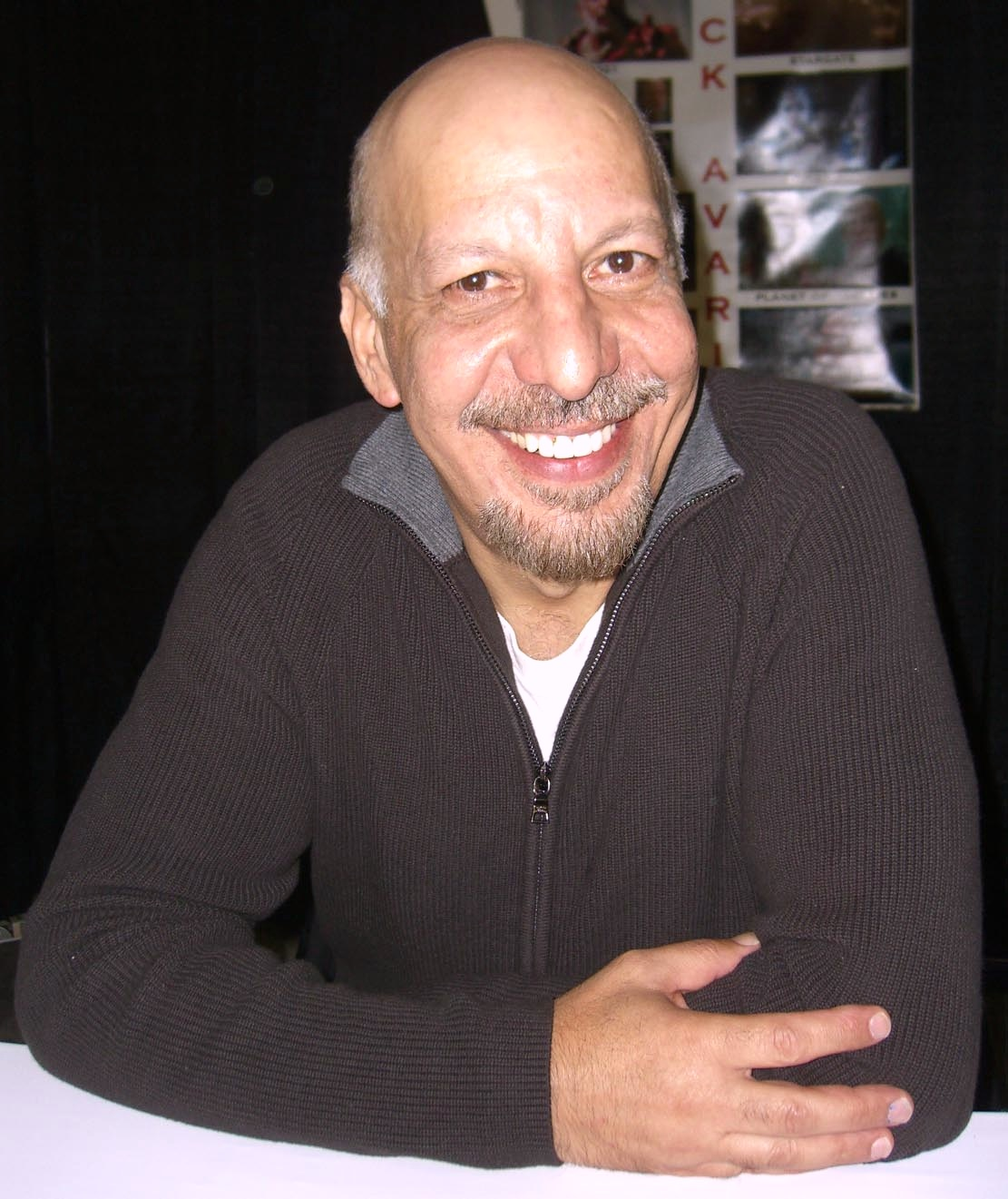
Erick Avari

Al magazzino, il sistema di allarme individua una trasmissione di dati verso l'esterno. Quando viene localizzato il luogo da dove si stanno trasmettedendo i dati, si scopre che degli insetti meccanici si sono infiltrati nel sistema informatico del magazzino. Presto Artie si rende conto che sono fuoriusciti dal quadro che avevano recuperato con l'aiuto dell'agente Stukowski e quando Pete riesce ad eliminarli Claudia scopre che un file criptato era stato ormai già rubato. Tale file ha il nome Atlas-66, Jane lo riconosce ma si rifiuta di rivelarne il contenuto e ordina agli agenti del magazzino di sospendere le indagini in quanto i reggenti hanno già messo in atto un piano per fermare Sykes. Tuttavia Myka, Pete e Claudia continuano ad indagare per loro conto; quando riescono a decifrare il file scoprono che la personalità di H. G. Wells è stata separata dal corpo grazie ad un artefatto, una moneta raffigurante Giano, e rinchiusa in esso, mentre al suo corpo, privo di memorie, è stata costruita una nuova identità, l'identità di Emily Lake.
Riescono ad arrivare a lei prima degli uomini di Sykes: Marcus e Steven, che ha accettato di lavorare contro il magazzino, ma questi ultimi li assalgono e riescono a prevalere. Perso il corpo di H. G. Wells, tentano allora di arrivare all'artefatto che racchiude la sua vera personalità prima di Sykes, ma anche in questo caso verranno raggiunti da Marcus e Steven che prenderà loro la moneta. In tale occasione però Steven rivela a Claudia che in realtà non sta tradendo il magazzino, ma sta lavorando sotto copertura, rivelandole il nascondiglio di Sykes. Quest'ultimo, ottenuto ciò che voleva, riesce a ricongiungere H. G. Wells al suo corpo, ed uccide Steven. Quando Pete, Myka e Claudia arrivano nel magazzino dove si nascondeva Sykes, quest'ultimo ha ormai ha abbandonato il luogo, dove si trova solo il corpo senza vita di Steven.
- Guest star: Anthony Michael Hall (Walter Sykes), Aaron Ashmore (Steven Jinks), Faran Tahir (Adwin Kosan), Kate Mulgrew (Jane), Sasha Roiz (Marcus Diamond), Erick Avari (Caturanga), Jaime Murray (H. G. Wells), CCH Pounder (Signora Frederic).

## Emily Lake (seconda parte)
- Titolo originale: Stand
- Diretto da: Stephen Surjik
- Scritto da: Andrew Kreisberg e Drew Z. Greenberg

### Trama
Negli abiti che indossava Jinks, viene ritrovata una scheda di memoria con un suo messaggio d'addio, in cui fornisce un unico indizio su come trovare Sykes: aveva scoperto che stava preparando un viaggio per Hong Kong. Jane rivela che lì si trova l'antico ritrovo dei reggenti, quindi Pete e Myka lo raggiungono. Quando arrivano sul posto trovano Sykes, che sta costringendo H. G. Wells a risolvere un enigma per accedere ad un artefatto costruito dal suo mentore al magazzino 12, Caturanga. H. G. Wells riesce nell'impresa e l'artefatto apre un portale che dà accesso direttamente al magazzino 13. Qui nel frattempo, il braccio destro di Sykes, aveva sparato una cannonata, attraverso il "Cannone di Black Bart", verso il magazzino, attivando la manetta di Remati e creando uno scudo intorno al magazzino che blocca sia entrata che uscita, mentre all'interno si trovavano solo Artie e Jane. Sykes, usando il "Frustino di Cecil B. DeMille" che gli consente di controllare il corpo di chi desidera a suo piacimento, entra nel magazzino con Pete, dopo aver stordito Myka e H. G. Wells. Costringe quindi Pete a donargli il braccialetto di Collodi sotto gli occhi di Jane e Artie. Appena riavuto, può quindi alzarsi dalla sedia a rotelle alla quale era stato costretto fin da ragazzo.
Subito dopo entrano nel magazzino anche Myka e H. G. Wells, che dopo aver ripreso conoscenza attraversano il portale. Quindi sparano a Sykes con il Tesla, ma non neutralizzandolo completamente. Dalla colluttazione che ne segue, Jane è costretta ad attraversare il portale raggiungendo Hong Kong. Stessa cosa tenta di fare Sykes, ma Pete riesce a chiuderlo proprio mentre lo sta attraversando, uccidendolo. Lo scudo protettivo, che si spegne automaticamente solo dopo aver superato una situazione di pericolo, è ancora attivo. Intanto, all'esterno, anche Marcus è stato ucciso dalla signora Frederic e da Claudia, che trovano l'artefatto che lo teneva in vita (il metronomo di Mälzel). Marcus era stato infatti ucciso anni prima. Al magazzino, dopo l'uscita di scena di Sykes, si scopre perché lo scudo è ancora attivo: la sedia a rotelle usata da Sykes, contiene una bomba nucleare costituita da una targa sopravvissuta durante la Battaglia d'Inghilterra. Lo scudo la conterrà, ma tutto ciò che si trova al suo interno sarà distrutto. H. G. Wells, poco prima dell'esplosione, riesce a deviare un po' di energia dello scudo all'interno del magazzino, creando una bolla protettiva attorno ad Artie, Myka e Pete, sacrificando così la sua vita per salvare la loro. L'esplosione rade completamente al suolo il magazzino, mentre Pete, Myka e Artie assistono impotenti. Con la morte del magazzino, all'esterno muore sotto gli occhi di Claudia e Leena anche la signora Frederic. Tuttavia Artie sembra avere ancora speranza per gli eventi immediatamente futuri, in quanto, tenendolo in tasca, è riuscito a salvare un artefatto appartenuto a MacPherson: uno speciale orologio da tasca.
- Guest star: Anthony Michael Hall (Walter Sykes), Aaron Ashmore (Steven Jinks), Kate Mulgrew (Jane), Sasha Roiz (Marcus Diamond), Erick Avari (Caturanga), Jaime Murray (H. G. Wells), CCH Pounder (Signora Frederic).

## Un Natale speciale
- Titolo originale: The Greatest Gift
- Diretto da: Jack Kenny
- Scritto da: Mike Johnson (soggetto); John-Paul Nickel (soggetto e sceneggiatura)

### Trama
Durante la vigilia di Natale, Pete e Myka recuperano un artefatto, denominato naso di Rudolph, in grado di far prendere vita alle decorazioni natalizie. Mentre Pete lo ripone nell'apposita sezione del magazzino riservata agli artefatti natalizi, entra in contatto accidentale con altri artefatti, tra cui una spazzola appartenuta a Philip Van Doren Stern, autore del racconto da cui è tratto il film La vita è meravigliosa. Tale spazzola catapulta Pete in un universo alternativo in cui lui non è mai esistito, MacPherson è a capo del magazzino e Artie si trova in carcere. Quando racconta a MacPherson che nella realtà da cui viene lui è morto, questi ordina ai suoi agenti, Sandra e Raymond, di dargli la caccia. Pete, in fuga, contatta quindi Myka, e riesce a convincerla ad aiutarlo, nonostante non si ricordi di lui. Insieme si recano quindi presso un penitenziario del Maryland dove è rinchiuso Artie, che riconosce gli effetti dell'artefatto con cui è entrato in contatto Pete. Myka lo fa rilasciare sotto la sua custodia di agente federale e i tre, insieme, iniziano a pensare ad un piano per irrompere nel magazzino e riportare le cose alla normalità.
Pete pensa quindi a Claudia, che era stata l'unica ad essere riuscita ad irrompere nel magazzino, ma in tale realtà alternativa si trova ancora rinchiusa in un istituto psichiatrico. Myka fa rilasciare anche lei; quindi i quattro, grazie alle conoscenze linguistiche di Myka, riescono ad entrare nel magazzino dall'entrata che era stata quella del Magazzino 9 di Costantinopoli. All'interno però MacPherson e i suoi agenti li stanno aspettando; Claudia e Artie vengono presi prigionieri, mentre Pete e Myka finiscono in una sorta di corridoio infinito. Grazie alle conoscenze matematiche di Myka, i due riescono a liberarsi ed accorrere in soccorso di Claudia e Artie, che stavano per essere bronzati, processo già toccato alla signora Frederic. Gli agenti Sandra e Raymond vengono presto sopraffatti, mentre MacPherson prova a distruggere la spazzola di Stern gettandola nella fornace di Lehmann, un forno collegato col nucleo della Terra che dà energia al magazzino. Artie si scontra con lui e riesce a prendergli l'artefatto e lanciarlo a Pete, che appena toccato ritorna esattamente al momento in cui tutto ha avuto inizio. Tornato tutto alla normalità, potrà quindi festeggiare il Natale con Claudia, Myka, Artie, Leena e la signora Frederic, in quanto tutti sono bloccati a Univille da una tempesta di neve.
- Guest star: Roger Rees (James MacPherson), Charles Malik Whitfield (Raymond), Susan Hogan (Jean Bering), CCH Pounder (Signora Frederic).
- Peculiarità: L'episodio costituisce uno speciale natalizio, come quello della stagione precedente, trasmesso appositamente durante il mese di dicembre, lontano dal normale periodo di messa in onda, la cui trama è scollegata dal resto degli episodi[2]. Per l'occasione, nella sigla sono stati inseriti vari elementi tipici natalizi, durante l'episodio sono state usate molte musiche tradizionali di Natale e dopo i titoli di coda è stato mostrato un messaggio di augurio ai telespettatori.